# مؤسسة نيومونت للتعدين
مؤسسة نيومونت للتعدين (بالإنجليزية: Newmont Mining Corporation)‏ هي شركة أمريكية متخصصة في التعدين، ويعود تأسيس الشركة إلى سنة 1916 ويقع مقرها في مدينة دنفر.
الشركة مدرجة في في عدد من البورصات العالمية مثل بورصة نيويورك.
للشركة نشاطات تعدينية في عدد من دول العالم مثل كندا وبوليفيا وأستراليا وغانا وتركيا والبيرو وتقوم بعمليات تعدين الذهب وعدد من الفلزات الأخرى مثل الفضة والنحاس والزنك.

## طالع أيضًا
- أنغلوغولد أشانتي
- مناجم أغنيكو إيغل
- باريك للذهب
- كينروس للذهب
- يامانا للذهب
- فالجرانيت

## وصلات خارجية
- الموقع الرسمي